# Понтеградела (Ферара)
Понтеградела (итал. Pontegradella) је насеље у Италији у округу Ферара, региону Емилија-Ромања.
Према процени из 2011. у насељу је живело 1621 становника. Насеље се налази на надморској висини од 6 м.